# 銀泉 (阿拉斯加州)
銀泉（英語：Silver Springs）是位於美國阿拉斯加州瓦爾迪茲-科爾多瓦人口普查區的一個人口普查指定地區。根據2010年美國人口普查，該地共人口114人，而該地的面積約為7.50平方千米。

## 地理
銀泉的座標為62°01′16″N 145°21′16″W / 62.02111°N 145.35444°W，而該地的平均海拔高度為370米（即1213英尺）。